# مانشستر (نيوهامبشير)
مانتشستر (بالإنجليزية: Manchester)‏ وهي مدينة في الولايات المتحدة في ولاية نيو هامبشير وتعتبر أكبر مدينة في هذه الولاية كما تعتبر عاشر أكبر مدينة في منطقة نيو إنجلاند وأكبر مدينة في شمال نيو إنجلاند وألتي تتضمن ولايات ماين ونيو هامبشير وفيرمونت تقع هذه المدينة في مقاطعة هيلسبوروغ وتطل على نهر ميريميك هذه المدينة تربط الشرق بالغرب، حسب إحصاء سنة 2010 بلغ عدد سكان هذه المدينة 109,565 نسمة أما حاليا فتبلغ حسب التقديرات 110,209 نسمة.

## التركيبة السكانية
حدّد مكتب تعداد الولايات المتحدة بيانات التركيبة السكانية لمانشستر في تعداد الولايات المتحدة. في ما يلي، التركيبة السكانية حسب تعدادي 2000 و2010.

### تعداد عام 2000
بلغ عدد سكان مانشستر 107,006 نسمة بحسب تعداد عام 2000، وبلغ عدد الأسر 44,247 أسرة وعدد العائلات 26,114 عائلة مقيمة في المدينة. في حين سجلت الكثافة السكانية 1,182.6 نسمة لكل كيلومتر مربع (3,062.9/ميل2). وبلغ عدد الوحدات السكنية 45,892 وحدة بمتوسط كثافة قدره 507.2 لكل كيلومتر مربع (1,313.6/ميل2).
وتوزع التركيب العرقي للمدينة بنسبة 91.75% من البيض و2.10% من الأمريكيين الأفارقة و0.30% من الأمريكيين الأصليين و2.32% من الأمريكيين ذوي الأصول الآسيوية و0.04% من سكان جزر المحيط الهادئ و1.76% من الأعراق الأخرى و1.73% من عرقين مختلطين أو أكثر و4.62% من الهسبانيون أو اللاتينيون من أي عرق.
بلغ عدد الأسر 44,247 أسرة كانت نسبة 31.4% منها لديها أطفال تحت سن الثامنة عشر تعيش معهم، وبلغت نسبة الأزواج القاطنين مع بعضهم البعض 42.6% من أصل المجموع الكلي للأسر، ونسبة 11.7% من الأسر كان لديها معيلات من الإناث دون وجود شريك، بينما كانت نسبة 4.7% من الأسر لديها معيلون من الذكور دون وجود شريكة وكانت نسبة 41% من غير العائلات. تألفت نسبة 31.7% من أصل جميع الأسر من عدة أفراد يعيشون في نفس المنزل ونسبة 10.3% كانت تتألف من شخص يعيش بمفرده يبلغ من العمر 65 عاماً أو أكثر. وبلغ متوسط حجم الأسرة المعيشية 2.36، أما متوسط حجم العائلات فبلغ 3.00.
بلغ العمر الوسطي للسكان 34.9 عاماً. وكانت نسبة 23.5% من القاطنين تحت سن الثامنة عشر، وكانت نسبة 8.8% بين الثامنة عشر والرابعة والعشرين عاماً، ونسبة 33% كانت واقعةً في الفئة العمرية ما بين الخامسة والعشرين والرابعة والأربعين عاماً، ونسبة 20.3% كانت ما بين الخامسة والأربعين والرابعة والستين، ونسبة 11.9% كانت ضمن فئة الخامسة والستين عاماً فما فوق. يوجد لكل 100 أنثى 95.9 ذكر، ويوجد لكل 100 أنثى في الثامنة عشر من عمرها فما فوق 93.3 ذكر.
بلغ متوسط دخل الأسرة في المدينة 40,774 دولارًا، أما متوسط دخل العائلة فبلغ 50,039 دولارًا. وكان متوسط دخل الذكور 34,287 دولارًا مقابل 26,584 دولارًا للإناث. وسجل دخل الفرد الخاص بالمدينة 21,244 دولارًا. وكانت نسبة 7.7% من العائلات ونسبة 10.6% من السكان تحت خط الفقر، وكان من هؤلاء نسبة 15% تحت سن الثامنة عشر ونسبة 11.7% في الخامسة والستين من العمر وما فوق.

### تعداد عام 2010
بلغ عدد سكان مانشستر 109,565 نسمة بحسب تعداد عام 2010، وبلغ عدد الأسر 45,766 أسرة وعدد العائلات 26,066 عائلة مقيمة في المدينة. في حين سجلت الكثافة السكانية 1,210.9 نسمة لكل كيلومتر مربع (3,136.2/ميل2). وبلغ عدد الوحدات السكنية 49,288 وحدة بمتوسط كثافة قدره 544.7 لكل كيلومتر مربع (1,410.8/ميل2).
وتوزع التركيب العرقي للمدينة بنسبة 86.07% من البيض و4.09% من الأمريكيين الأفارقة و0.32% من الأمريكيين الأصليين و3.66% من الأمريكيين ذوي الأصول الآسيوية و0.07% من سكان جزر المحيط الهادئ و3.14% من الأعراق الأخرى و2.66% من عرقين مختلطين أو أكثر و8.11% من الهسبانيون أو اللاتينيون من أي عرق.
بلغ عدد الأسر 45,766 أسرة كانت نسبة 28.9% منها لديها أطفال تحت سن الثامنة عشر تعيش معهم، وبلغت نسبة الأزواج القاطنين مع بعضهم البعض 38.4% من أصل المجموع الكلي للأسر، ونسبة 13.1% من الأسر كان لديها معيلات من الإناث دون وجود شريك، بينما كانت نسبة 5.4% من الأسر لديها معيلون من الذكور دون وجود شريكة وكانت نسبة 43% من غير العائلات. تألفت نسبة 32.4% من أصل جميع الأسر من عدة أفراد يعيشون في نفس المنزل ونسبة 9.7% كانت تتألف من شخص يعيش بمفرده يبلغ من العمر 65 عاماً أو أكثر. وبلغ متوسط حجم الأسرة المعيشية 2.34، أما متوسط حجم العائلات فبلغ 2.99.
بلغ العمر الوسطي للسكان 36.0 عاماً. وكانت نسبة 21.6% من القاطنين تحت سن الثامنة عشر، وكانت نسبة 10.2% بين الثامنة عشر والرابعة والعشرين عاماً، ونسبة 30.4% كانت واقعةً في الفئة العمرية ما بين الخامسة والعشرين والرابعة والأربعين عاماً، ونسبة 26% كانت ما بين الخامسة والأربعين والرابعة والستين، ونسبة 11.8% كانت ضمن فئة الخامسة والستين عاماً فما فوق. وتوزع التركيب الجنسي للسكان بنسبة 49.6% ذكور و50.4% إناث.

## المناخ
يظهر الجدول التالي التغييرات المناخية على مدار السنة لمانشستر:
| البيانات المناخية لـمانشستر       | البيانات المناخية لـمانشستر | البيانات المناخية لـمانشستر | البيانات المناخية لـمانشستر | البيانات المناخية لـمانشستر | البيانات المناخية لـمانشستر | البيانات المناخية لـمانشستر | البيانات المناخية لـمانشستر | البيانات المناخية لـمانشستر | البيانات المناخية لـمانشستر | البيانات المناخية لـمانشستر | البيانات المناخية لـمانشستر | البيانات المناخية لـمانشستر | البيانات المناخية لـمانشستر |
| الشهر                             | يناير                       | فبراير                      | مارس                        | أبريل                       | مايو                        | يونيو                       | يوليو                       | أغسطس                       | سبتمبر                      | أكتوبر                      | نوفمبر                      | ديسمبر                      | المعدل السنوي               |
| --------------------------------- | --------------------------- | --------------------------- | --------------------------- | --------------------------- | --------------------------- | --------------------------- | --------------------------- | --------------------------- | --------------------------- | --------------------------- | --------------------------- | --------------------------- | --------------------------- |
| الدرجة القصوى °ف (°م)             | 69 (21)                     | 77 (25)                     | 85 (29)                     | 94 (34)                     | 97 (36)                     | 100 (38)                    | 103 (39)                    | 100 (38)                    | 100 (38)                    | 88 (31)                     | 76 (24)                     | 74 (23)                     | 103 (39)                    |
| متوسط درجة الحرارة الكبرى °ف (°م) | 33.1 (0.6)                  | 36.9 (2.7)                  | 44.9 (7.2)                  | 57.6 (14.2)                 | 68.7 (20.4)                 | 77.5 (25.3)                 | 82.4 (28.0)                 | 81.0 (27.2)                 | 72.6 (22.6)                 | 61.0 (16.1)                 | 49.8 (9.9)                  | 38.2 (3.4)                  | 58.7 (14.8)                 |
| متوسط درجة الحرارة الصغرى °ف (°م) | 15.7 (−9.1)                 | 19.0 (−7.2)                 | 27.2 (−2.7)                 | 37.0 (2.8)                  | 47.5 (8.6)                  | 56.6 (13.7)                 | 62.7 (17.1)                 | 60.9 (16.1)                 | 52.5 (11.4)                 | 40.6 (4.8)                  | 33.1 (0.6)                  | 22.5 (−5.3)                 | 39.7 (4.3)                  |
| أدنى درجة حرارة °ف (°م)           | −26 (−32)                   | −29 (−34)                   | −18 (−28)                   | 13 (−11)                    | 25 (−4)                     | 34 (1)                      | 36 (2)                      | 40 (4)                      | 28 (−2)                     | 13 (−11)                    | 4 (−16)                     | −20 (−29)                   | −29 (−34)                   |
| الهطول إنش (مم)                   | 3.02 (77)                   | 2.78 (71)                   | 4.33 (110)                  | 3.86 (98)                   | 4.05 (103)                  | 3.79 (96)                   | 3.80 (97)                   | 3.63 (92)                   | 3.81 (97)                   | 4.16 (106)                  | 4.07 (103)                  | 3.28 (83)                   | 44.58 (1٬132)               |
| المصدر: NOAA                      |                             |                             |                             |                             |                             |                             |                             |                             |                             |                             |                             |                             |                             |

## توأمة
لمانشستر (نيوهامبشير) اتفاقيات توأمة مع كل من:
- بنديك
- نويشتات أن در فاينشتراسه (1992 - )
- تاي شانغ
- مجلس إقليمي شاطئ الكرمل [الإنجليزية]‏
- غويرو
- ناشفيل

## معرض صور

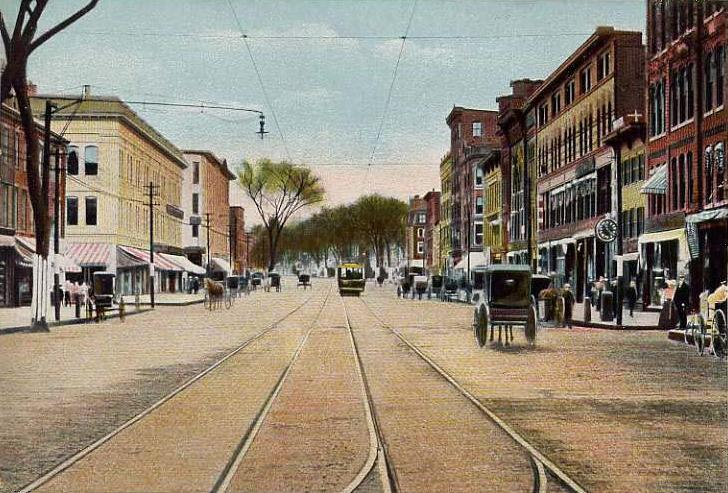
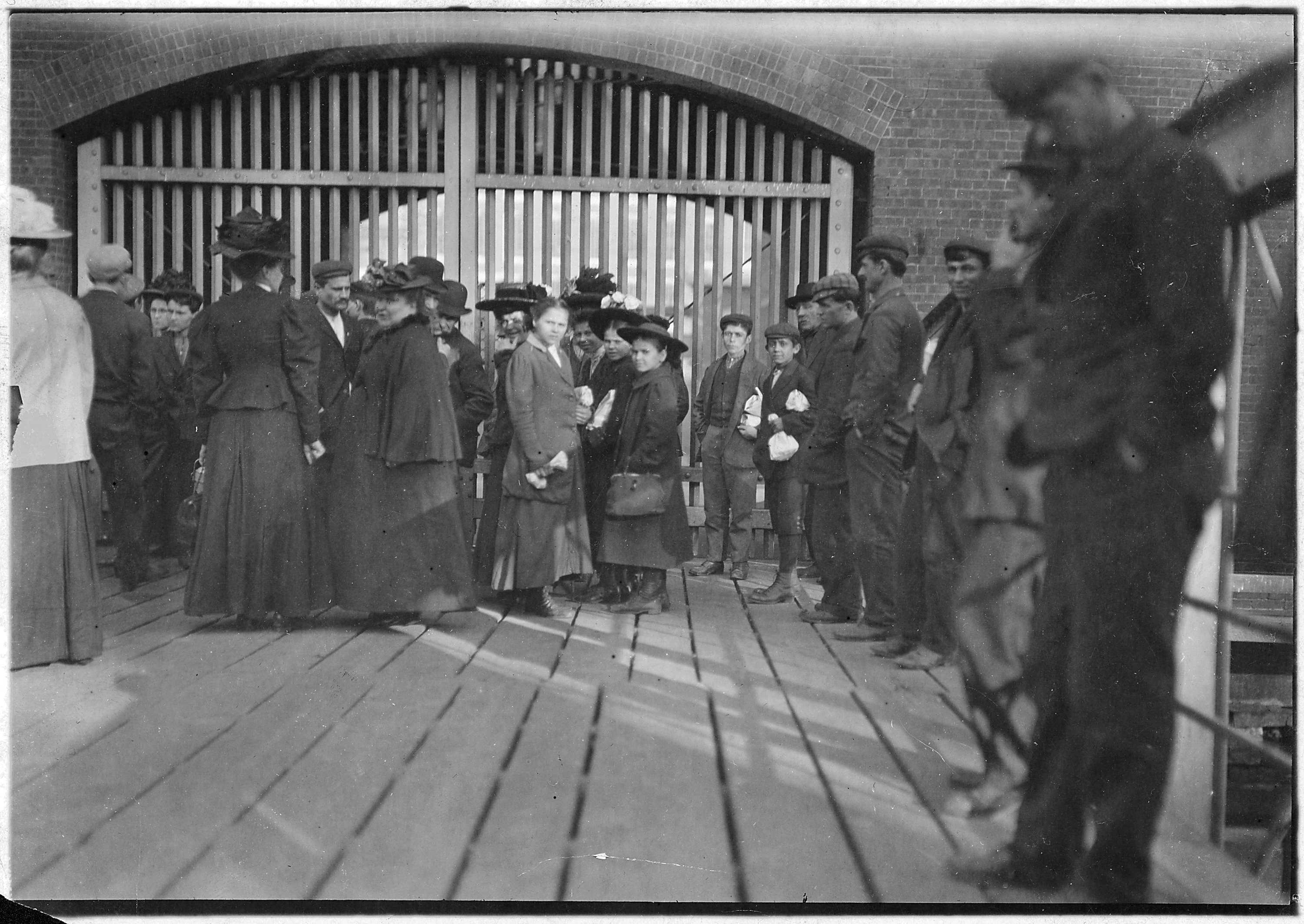
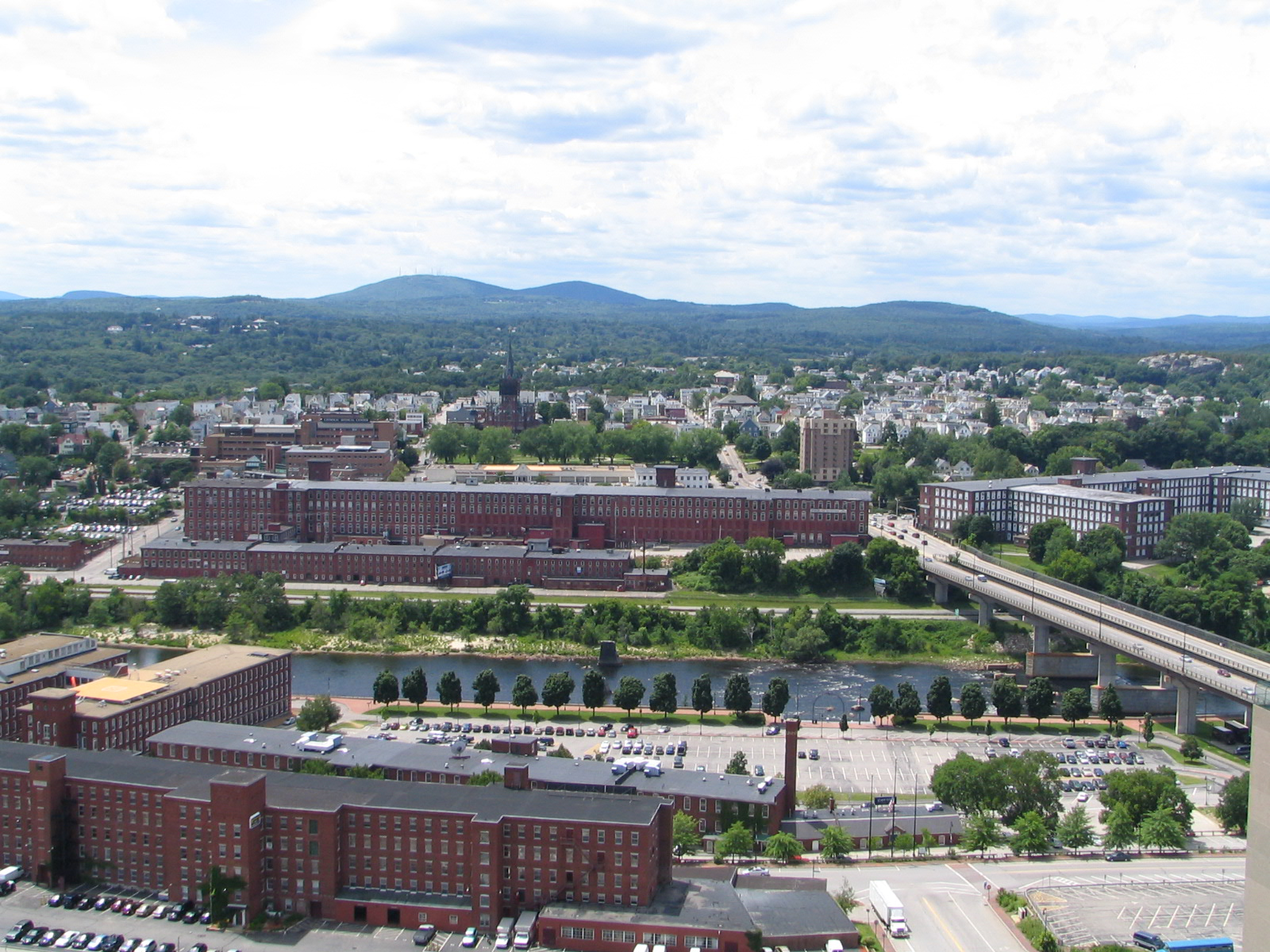

## أعلام
- دانيال كلارك
- رينيه غانون
- إدوارد وليم نيلسون
- لي موران
- تشارلي بيس
- فريدريك سميث
- جيمس آدامز ويستون
- تشارلي ديفيز
- مات زوكري
- جون ستارك